# مانوئل تامس
مانوئل تامس (به اسپانیایی: Manuel Tames) یک منطقهٔ مسکونی در کوبا است که در استان گوانتانامو واقع شده‌است. مانوئل تامس ۵۲۶ کیلومتر مربع مساحت و ۱۴٬۲۰۰ نفر جمعیت دارد و ۱۷۵ متر بالاتر از سطح دریا واقع شده‌است.